# Chamanisme noir
Le chamanisme noir est un type de chamanisme pratiqué en Mongolie et en Sibérie. Il s'oppose dans son concept et ses idées au chamanisme jaune, qui intègre les rituels et les traditions du Bouddhisme,.
Le bouddhisme est arrivé en Mongolie au XVIe siècle, après la conversion de Altan Khan. En 1691, après l'annexion de la Mongolie-Extérieure par la Dynastie des Qing, le bouddhisme est devenu la religion dominante de l'ensemble de la région. Le chamanisme a commencé à incorporer des éléments bouddhistes. Une violente résistance s'organise au XVIIIe siècle parmi les tribus de chasseurs du Nord de la Mongolie à l'encontre de la décision des Khalkas Mongols d'intégrer ces notions bouddhistes, conduisant à la fondation du chamanisme noir.

## Classification du monde des esprits
Klaus Hesse décrit une hiérarchie spirituelle complexe basée sur la société clanique mongole à partir de sources qui remontent au XIIIe siècle. Le groupe le plus élevé du panthéon comprenait 99 tngri (55 d'entre eux bienveillants ou « blancs », et 44 terrifiants ou « noirs »), puis 77 natigai ou « terre-mère », en plus d'autres esprits. Les tngri étaient appelés seulement par les dirigeants et par les grands chamanes, et sont communs à tous les clans. Ensuite viennent trois groupes d'esprits ancestraux dominés. Les « Seigneurs des Esprits » étaient les âmes des chefs de clan à qui tout membre d'un clan peut faire appel pour une aide physique ou spirituelle. Les « Esprits protecteurs » incluent les âmes de grands chamanes (ĵigari) et des grandes chamanesses (abĵiya). Les « Esprits gardiens » sont faits des âmes des petits chamans (böge) et chamanesses (idugan), ils sont associés à une localité déterminée (y compris des montagnes, des rivières, etc.) dans le territoire du clan.
La différence entre les grands et les petits esprits, les esprits blancs ou noirs (pour les chamans, tngri, etc.) est également à l'origine de la classification et de la division des trois autres groupes d'esprits, des esprits qui n'ont pas été introduits par des rites chamaniques dans la communion des esprits ancestraux, mais qui pourraient néanmoins être appelés à la rescousse. Ils ont été nommés « les trois acceptant les supplications » (jalbaril-onu national gurban). Les esprits blancs étaient des nobles du clan, les noirs des gens du peuple, et une troisième catégorie se compose de « mauvais esprits des esclaves et des créatures non-humaines ». Les chamanes blancs ne peuvent vénérer que les esprits blancs. S'ils ont appelé des esprits noirs, ils perdent « leur droit à vénérer et à appeler les esprits blancs ». Les chamanes noirs peuvent seulement appeler les esprits noirs (et seraient trop terrifiés à l'idée de faire appel à un esprit blanc de crainte que les esprits noirs ne les punissent en représailles). La qualité d'esprit noir ou blanc est attribuée en fonction du statut social de la personne à l'origine de l'esprit, et la qualité de chamane noir ou blanc « en fonction de la capacité et de l'affectation de leur esprit ancestral, ou de l'esprit de la lignée dont descend le chaman ».

## Chamanisme noir en Mongolie
Selon Otgony Purev, la pratique du chamanisme noir, par les Darkhad, en réaction au bouddhisme introduit dans la région par les Khalkhas, remonte à Gengis Khan. Pendant la domination soviétique de la République populaire mongole, toutes les formes de chamanisme ont été réprimées. Après 1991, lorsque l'influence soviétique a de nouveau diminué, la religion (y compris le bouddhisme et le chamanisme) a fait un retour en force.